# Stig Henrik Hoff
 (mars 2011).
Si vous disposez d'ouvrages ou d'articles de référence ou si vous connaissez des sites web de qualité traitant du thème abordé ici, merci de compléter l'article en donnant les références utiles à sa vérifiabilité et en les liant à la section « Notes et références ».
Stig Henrik Hoff, né le 4 février 1965 à Vadsø, est un acteur norvégien.
Il est connu pour avoir joué Peder dans le film The Thing, sorti en 2011.
En 2010 il participe à la 6e saison de Skal vi danse?, la version norvégienne de Danse avec les stars. 

## Filmographie

### Cinéma
- 2008 : Max Manus : Politikapt Eilertsen
- 2011 : The Thing : Peder
- 2012 : Into the White : Karl-Heinz Strunk
- 2014 : Refroidis : Policier expérimenter